# 395
Évszázadok: 3. század – 4. század – 5. század
Évtizedek: 340-es évek – 350-es évek – 360-as évek – 370-es évek – 380-as évek – 390-es évek – 400-as évek – 410-es évek – 420-as évek – 430-as évek – 440-es évek
Évek: 390 – 391 – 392 – 393 –  394 – 395 – 396 – 397 – 398 – 399 – 400

## Események

### Római Birodalom
- Anicius Hermogenianus Olybriust és Anicius Probinust választják consulnak.
- Theodosius császár Mediolanumban súlyosan megbetegszik és január 17-én, 48 éves korában meghal. A birodalom immár véglegesen két részre oszlik, a keleti felét a 17 éves Arcadius , a nyugatit pedig a 10 éves Honorius örökli.
- Honorius fő tanácsadója a vandál származású hadvezér, Stilicho; Arcadiusé Flavius Rufinus, praefectus praetorio (gyakorlatilag főminiszter). Rufinus úgy tervezi hogy az ifjú Arcadiushoz adja a lányát, de sürgősen Antiochiába kell utaznia. Eközben riválisa, Eutropius eunuch bemutatja Aelia Eudoxiát a császárnak, aki beleszeret a lányba és feleségül veszi. Theodosius hét éves lányát, Galla Placidiát Stilicho házában neveltetik.
- A római szolgálatban álló Alarik fellázad és kikiáltja magát a vizigótok királyának. Stilicho és Arcadius a Görögországot dúló gótok ellen vonulnak, de Rufinus (aki Stilicho riválisa) ráveszi Arcadiust, hogy vonja vissza a saját csapatait, így Stilicho sem vállalja az összecsapást Alarikkal.
- November 27-én gót zsoldosok meggyilkolják Rufinust.
- Az év nyarán nagy hun sereg tör be a keleti tartományokba a Kaukázuson keresztül és feldúlják Örményországot és Kappadókiát. Az év végén a befagyott Dunán átkelve másik hun sereg tör be Moesiába és Trákiába.
- Augustinust Hippo Regius püspökévé választják.

## Halálozások
- január 17. – I. Theodosius római császár (* 347)
- november 27. – Rufinus, római politikus
- Alexandriai Szent Makariosz, egyiptomi remete

## Fordítás
- Ez a szócikk részben vagy egészben  a(z)   395 című angol Wikipédia-szócikk ezen változatának fordításán alapul.  Az eredeti cikk szerkesztőit annak laptörténete sorolja fel. Ez a jelzés csupán a megfogalmazás eredetét és a szerzői jogokat jelzi, nem szolgál a cikkben szereplő információk forrásmegjelöléseként.